# Plant Signaling & Behavior
Plant Signaling & Behavior ist eine biologische Fachzeitschrift. Ihr erster Jahrgang erschien 2006. Der Verlag ist Taylor & Francis. Ihr thematischer Schwerpunkt liegt auf der Signalübertragung von Pflanzen.